# 鐮鰭鰤鯧
鐮鰭鰤鯧為輻鰭魚綱鱸形目鯧亞目長鯧科的其中一種，分布於西南太平洋的澳洲及紐西蘭海域，棲息深度22-400公尺，屬深海魚類，體長可達76公分，成魚棲息在大陸棚及大陸坡，幼魚棲息在沿岸海域，有時會進入河口，屬肉食性，以水母、頭足類、海鞘、小魚等為食，可做為食用魚，適合各種烹飪方式食用。